# Casemates du Huberbusch
Pour les articles homonymes, voir Huber et busch.
 (octobre 2021).
Si vous disposez d'ouvrages ou d'articles de référence ou si vous connaissez des sites web de qualité traitant du thème abordé ici, merci de compléter l'article en donnant les références utiles à sa vérifiabilité et en les liant à la section « Notes et références ».
Les casemates du Huberbusch, appelées respectivement « Huberbusch Nord » et « Huberbusch Sud », sont deux casemates d'intervalle CORF de la ligne Maginot, situées en Moselle à proximité du village de Hobling, sur la commune de Chémery-les-Deux.
Construites au début des années 1930, elles étaient destinées à renforcer l'intervalle entre l'ouvrage d'artillerie du Michelsberg (A 22) plus au nord-ouest et l'ouvrage d'infanterie de Hobling (A 23) au sud-est.

## Combats de 1940

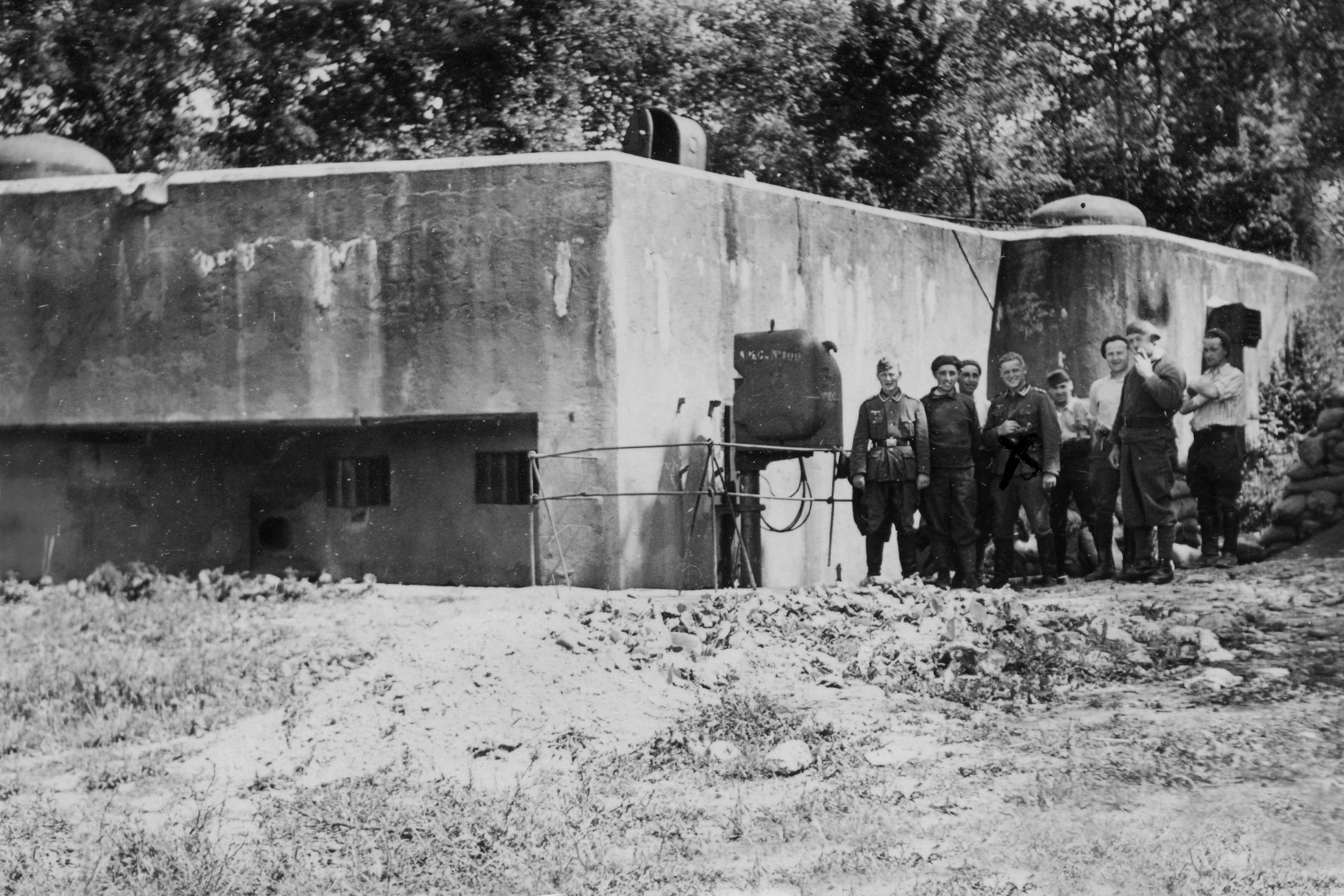
Soldats français et allemands devant la casemate nord du Huberbusch en juillet 1940 (reddition).

38 hommes assuraient le bon fonctionnement de ces casemates (veille, patrouilles, corvées...), commandées par l'adjudant Daniel Lecomte puis par l'adjudant-chef Robert Nollevalle.
En juin 1940, les casemates du Huberbusch sont attaquées à revers, et déplorent deux tués sur son petit effectif de 38 hommes. Il s'agit des soldats Marc Anceaume (le 13 juin 1940) et Alfred Berger (le 18 juin). Malgré les assauts allemands, l'équipage restera invaincu mais sera contraint de se rendre, après l'entrée en vigueur de l'armistice et sur ordre de son haut-commandement, le 4 juillet 1940. L'équipage rejoint ensuite le Stalag VIIA (à Moosburg an der Isar), où il est retenu prisonnier.

## L'association de sauvegarde des casemates du Huberbusch
Depuis juin 2011, les casemates « C 58 » et « C 59 » ne sont plus à l'abandon avec la naissance de l'Association de Sauvegarde des Casemates du Huberbusch (ASCH).
À travers diverses activités complémentaires (travaux de rénovation, recherches historiques, reconstitutions, visites guidées...), les bénévoles de l'ASCH s'efforcent de participer à la sauvegarde de la mémoire des hommes de la ligne Maginot.
Les casemates du Huberbusch sont visitables sur demande pour les groupes uniquement.
L'association recherche en permanence des bénévoles pour participer à la sauvegarde de ce lieu de mémoire.
Depuis plusieurs années, l'ASCH organise de nombreuses reconstitutions exceptionnelles, notamment les 7-8-9 juin 2025 lors de l'évènement unique en France à l'occasion du 85e anniversaire des combats de 1940 dans le secteur de Homboug-Budange (57).
Avec la présence de plus de 100 reconstitueurs et 30 véhicules d'époque dont des chars et plus de 2 000 visiteurs !

Photos reconstitution historique armée française 1940 (casemates du Huberbusch)
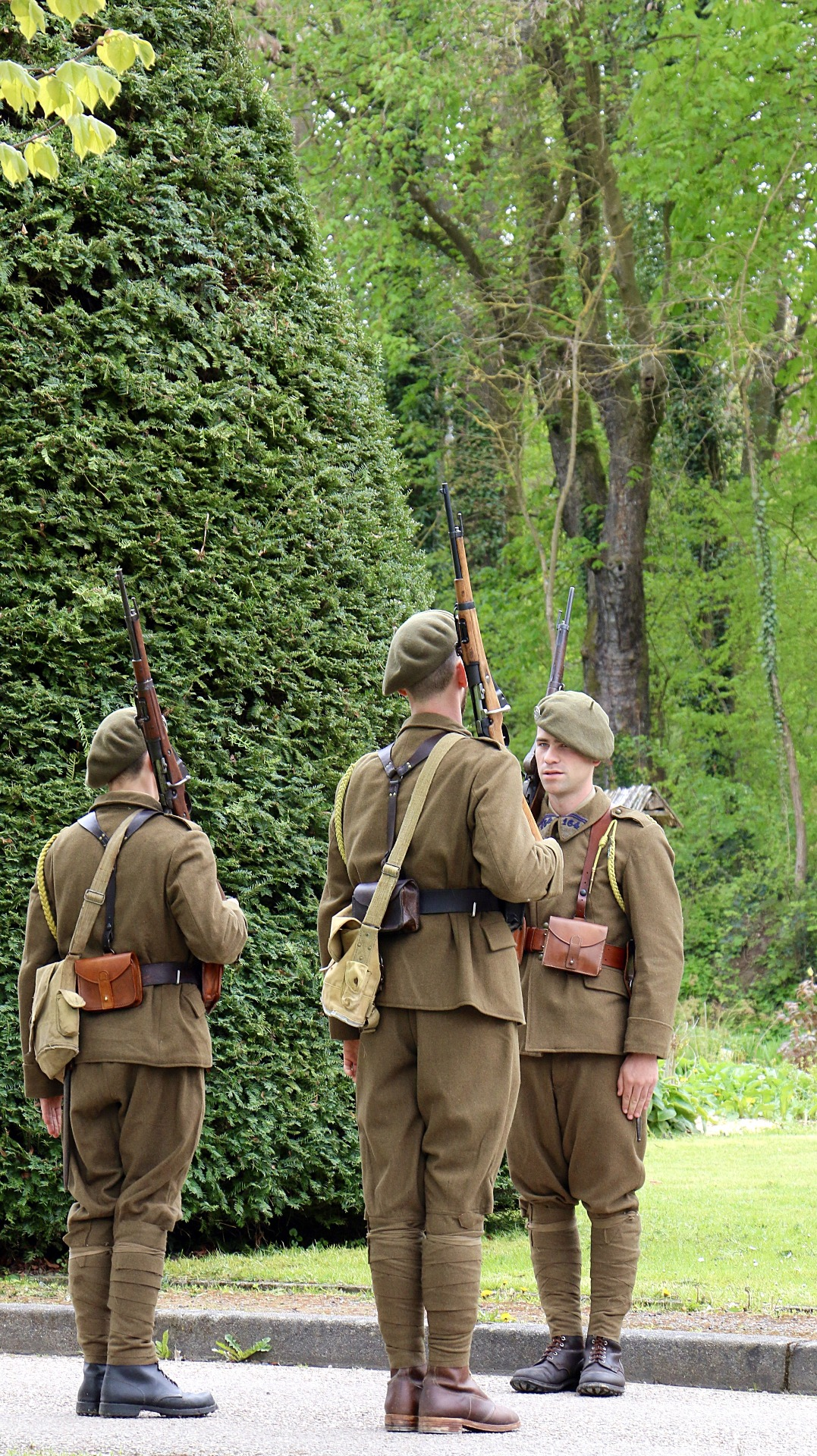
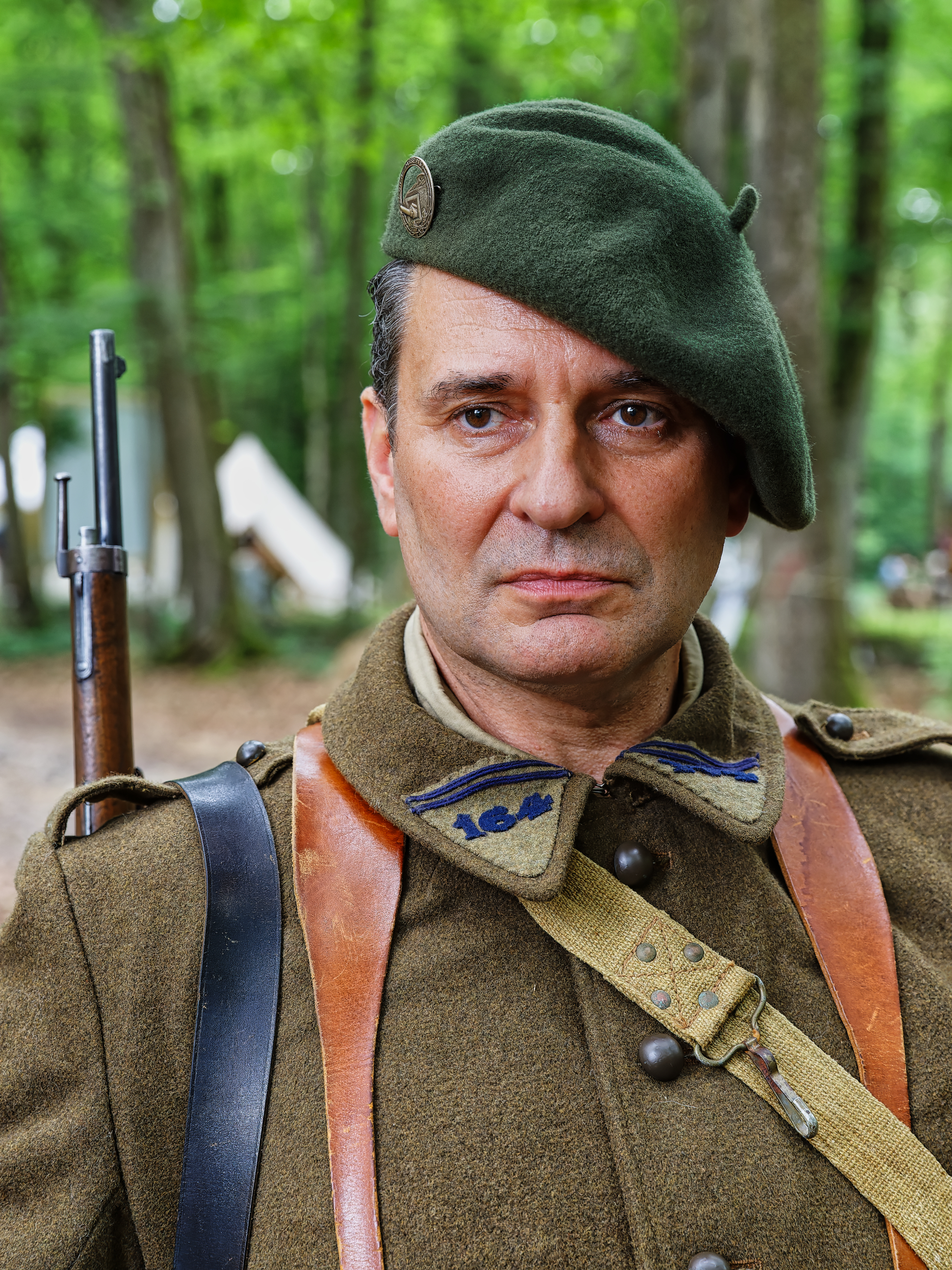
Soldat du 164e RIF aux casemates du Huberbusch (reconstitution)
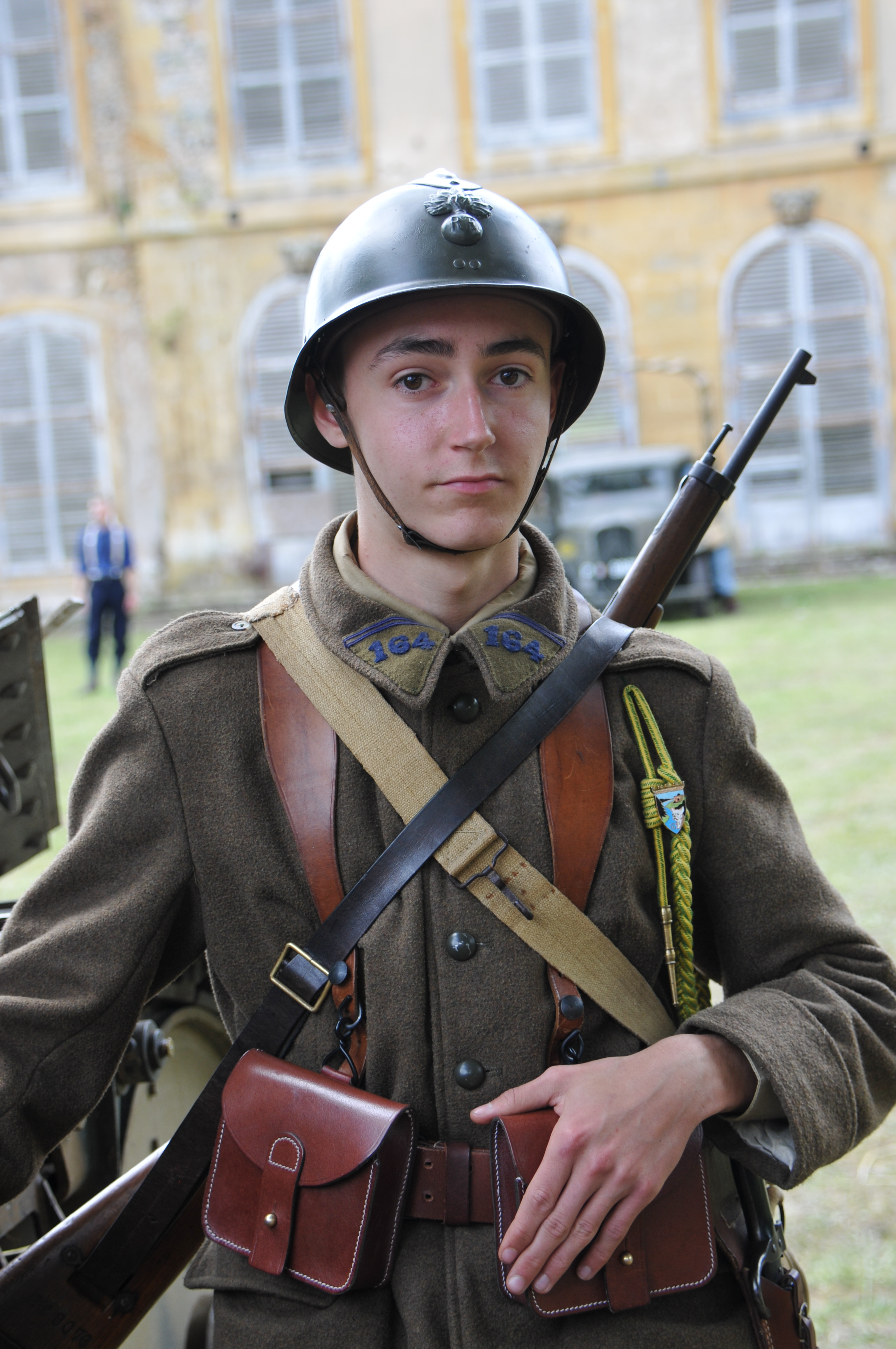
Soldat du 164e RIF au château de Hombourg-Budange (reconstitution)
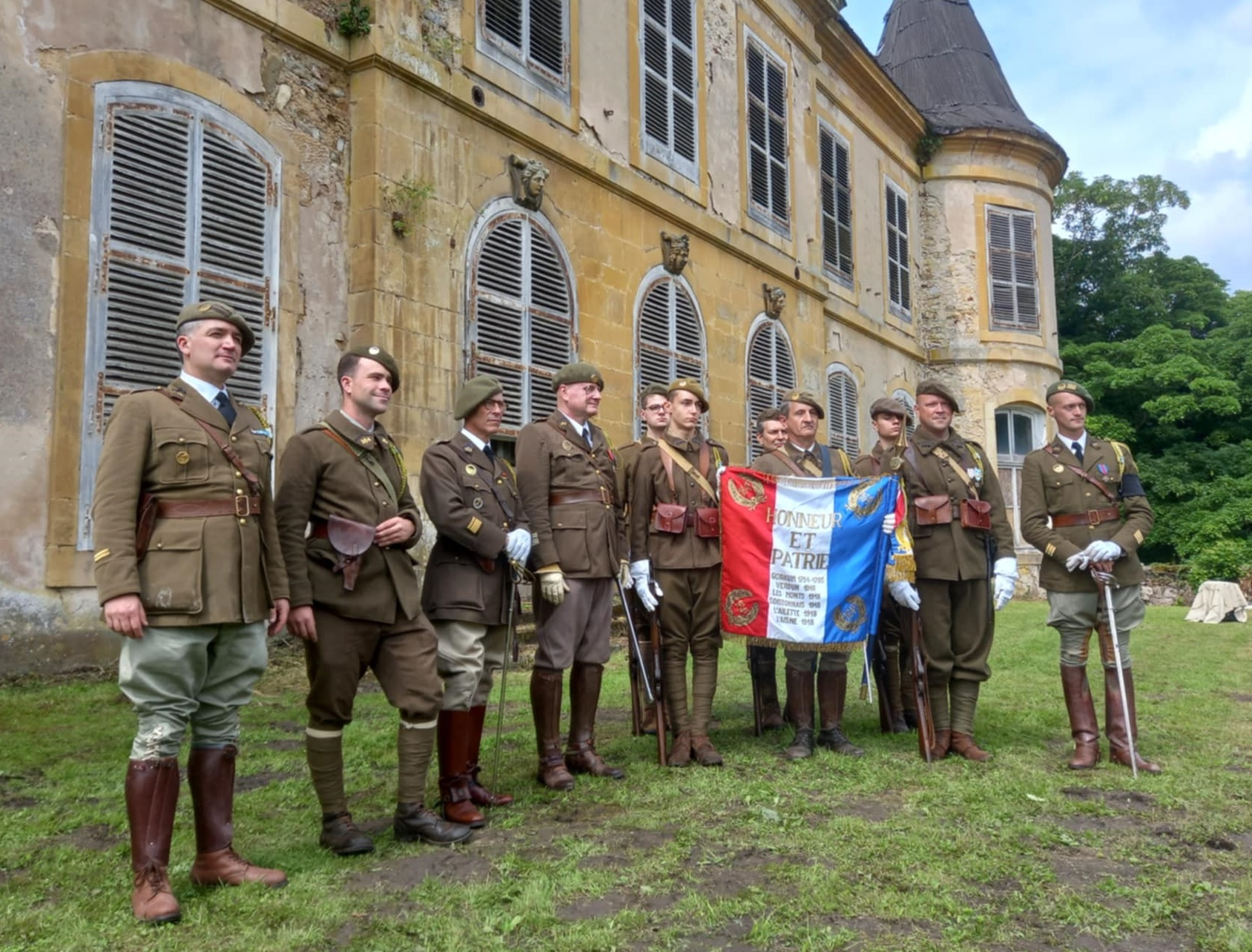
La garde au drapeau du 164e RIF  (reconstitution)
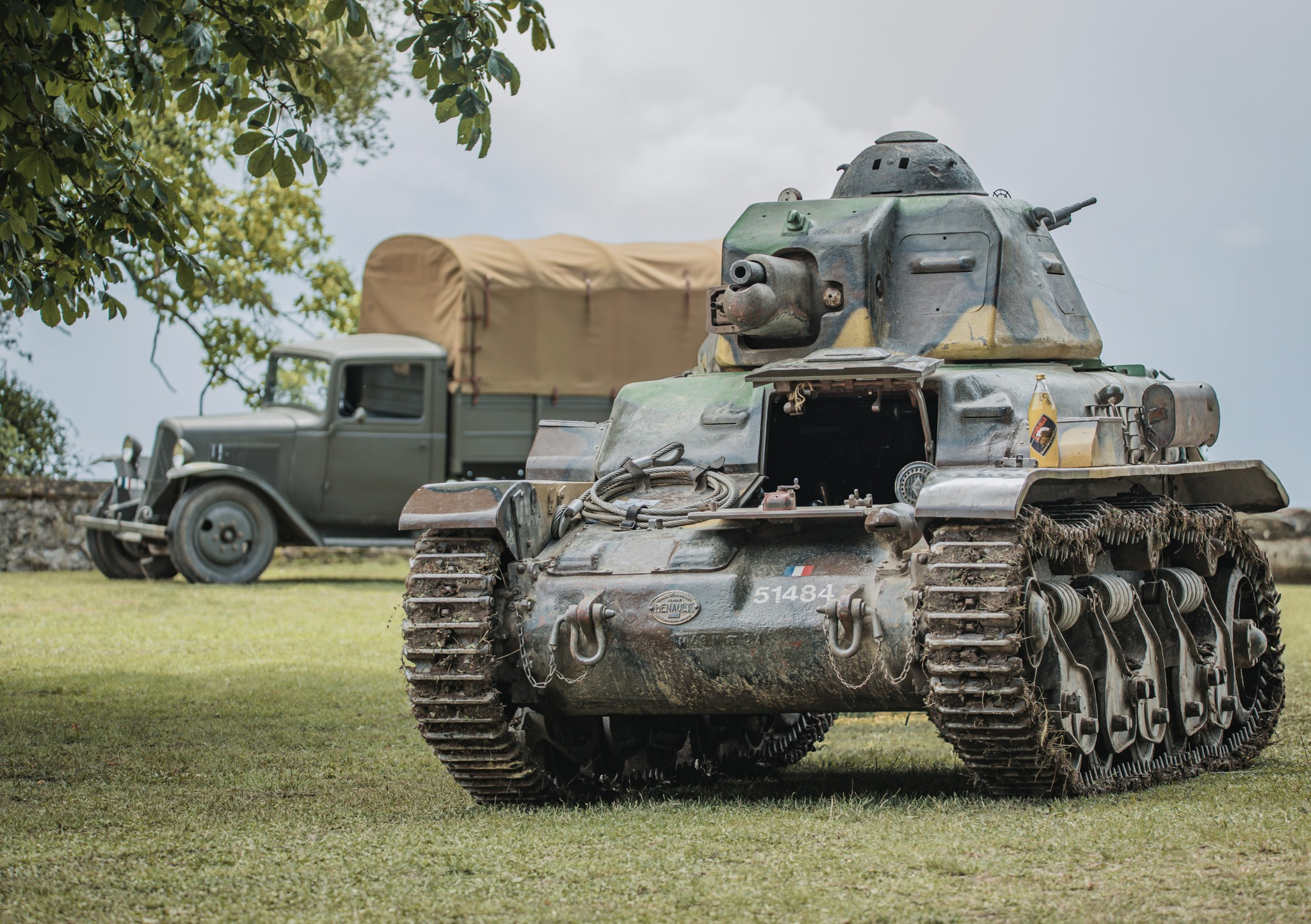
Un char R35 et un U23 Crédit photo Valentin Chavaudrey (reconstitution)
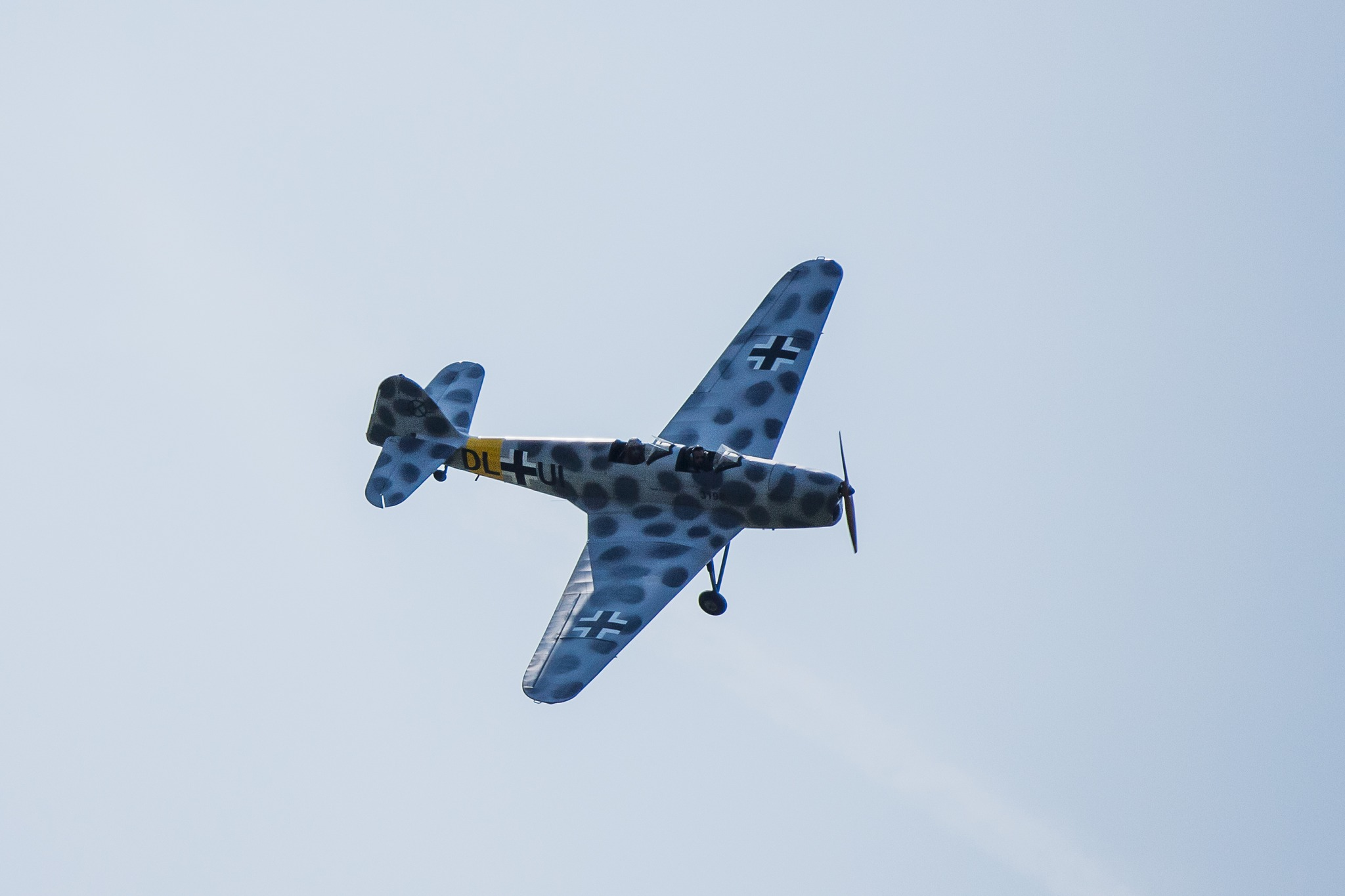
Klemm 35 D (reconstitution) Crédit photo Valentin Chavaudrey